# La Hilera
La Hilera es una localidad uruguaya del departamento de Tacuarembó.

## Ubicación
La localidad se encuentra situada en la zona centro del departamento de Tacuarembó, al oeste del arroyo Veras y del río Tacuarembó, con acceso por camino vecinal desde la ruta 59. Dista 70 km de la ciudad de Tacuarembó.

## Historia
La localidad fue creada sobre la base de las donaciones de terrenos realizadas por Valentín Piriz, quién era un productor agropecuario de la zona. La primera donación constó de 7 hectáreas destinadas a la construcción de una escuela y para chacras y cría de ganado, con el objetivo de abastecer a los pobladores. Posteriormente se efectuó una segunda donación de terrenos para trasladar la escuela a las cercanías de la fuente de agua del lugar. Las primeras viviendas de la localidad se fueron construyendo a lo largo de la carretera, formando una línea, lo que llevó a que en principio se la conociera con el nombre de El Chorizo, nombre que posteriormente cambió por el de La Hilera.

## Población
Según el censo del año 2011 la localidad contaba con una población de 107 habitantes.
| 34            | 107 |
| (Fuente: INE) |     |